# Чериоли, Павла Елизавета
Святая Павла Елизавета (итал. Paola Elisabetta), в миру Констанца Онората Чериоли, в браке Бусекки (итал. Costanza Onorata Cerioli (Busecchi), 28 января 1816, Сончино, Ломбардо-Венецианское королевство — 24 декабря 1865, Сериате, Ломбардия) — итальянская католическая монахиня, основательница двух религиозных конгрегаций: «Сёстры святого семейства Бергамо» и «Святое семейство Бергамо».
Канонизирована папой Иоанном Павлом II в 2004 году.

## Биография
Родилась 28 января 1816 года в Сончино в благородной семье; младшая из шестнадцати детей Франческо Чериоли и Франчески Корниани. В 1827 году её отправили в школу в Бергамо, где она училась до 1832 года. Она была слабым ребенком и всю жизнь имела проблемы с сердцем.
Чериоли вернулась в Сончино, где родители уже устроили ей договорной брак. В 1835 году в возрасте 19 лет она вышла замуж за 59-летнего вдовца Гаэтано Бусекки, графа Тассис. За время брака, который продлился девятнадцать лет, она столкнулась с трудным характером и слабым здоровьем мужа. Из четырёх её детей трое умерли в младенчестве. Единственный выживший сын, Карло, скончался в возрасте шестнадцати лет после тяжёлой болезни в январе 1854 года. В том же году умер и её муж, оставив Чериоли вдовой.
После смерти мужа и сына Чериоли погрузилась в глубокий траур. Вдова смогла найти спасение в Боге и религии, стала помогать бедным и сиротам. Она решила посвятить остаток своей жизни благотворительности и созерцательной молитве. Дала обет целомудрия на Рождество 1856 года, за которым в феврале 1857 года последовали обеты бедности и послушания. В декабре 1857 года основала женскую монашескую конгрегацию «Сёстры святого семейства Бергамо» (итал. Suore della Sacra Famiglia di Bergamo, лат. Congregatio Sororum a Sacra Familia), целью которого была помощь сиротам и поиск для них приёмных семей. Именно в это время Чериоли взяла имя Павла Елизавета. Через некоторое время появилась и мужская конгрегация «Святое семейство Бергамо» (итал. Congregazione della Sacra Famiglia di Bergamo, лат. Congregatio a Sacra Familia).
Умерла в своём доме в Сериате 24 декабря 1865 года в возрасте 49 лет.
Основанные ей конгрегации до сих пор существуют. Женская конгрегация, которая была официально утверждена Святым Престолом в 1902 году, на конец 2008 года насчитывала 183 монахини в 34 обителях в Италии, Бразилии, Уругвае и Конго. В мужской конгрегации на конец 2005 года состоял 71 монах (56 священников) в 15 обителях в Италии, Швейцарии, Бразилии и Мозамбике.

## Почитание
Беатифицирована 19 марта 1950 года папой Пием XII, канонизирована 16 мая 2004 года папой Иоанном Павлом II.
В проповеди 16 мая 2004 года Иоанн Павел II сказал: «Павла Елизавета понимала, что семьи остаются крепкими, когда узы между её членами поддерживаются и сохраняются с помощью общих ценностей веры и христианского образа жизни».
День памяти — 24 декабря.